# Carronia multisepalea
Carronia multisepalea är en tvåhjärtbladig växtart som beskrevs av F. Müll.. Carronia multisepalea ingår i släktet Carronia och familjen Menispermaceae. Inga underarter finns listade i Catalogue of Life.